# Chalana Luang-Amath
Chalana Luang-Amath (sinh ngày 10 tháng 5 năm 1971) là một cựu cầu thủ bóng đá chuyên nghiệp người Lào.
Tại Giải vô địch bóng đá Đông Nam Á 1996, trong trận gặp đội tuyển Việt Nam, anh đã bất ngờ mở tỉ số ở phút thứ 72 của trận đấu trước khi Lê Huỳnh Đức gỡ hòa cho đội tuyển Việt Nam. Kết quả cuối cùng của trận đấu đó là 1-1. Đây cũng chính là trận hòa lịch sử của Lào khi trong 10 lần từng đối đầu với Việt Nam, đội tuyển Lào thua 9 trận và đây là lần duy nhất đến nay hòa 1 trận.

## Bàn thắng quốc tế
| # | Ngày                 | Địa điểm                                        | Đối thủ   | Bàn thắng | Kết quả | Giải đấu       |
| - | -------------------- | ----------------------------------------------- | --------- | --------- | ------- | -------------- |
| 1 | 5 tháng 9 năm 1996   | Sân vận động Jurong, Jurong, Singapore          | Việt Nam  | 1–0       | 1–1     | Tiger Cup 1996 |
| 2 | 11 tháng 12 năm 2004 | Sân vận động Quốc gia Mỹ Đình, Hà Nội, Việt Nam | Campuchia | 1–1       | 2–1     | Tiger Cup 2004 |
| 3 | 11 tháng 12 năm 2004 | Sân vận động Quốc gia Mỹ Đình, Hà Nội, Việt Nam | Campuchia | 2–1       | 2–1     | Tiger Cup 2004 |
| 4 | 13 tháng 12 năm 2004 | Sân vận động Quốc gia Mỹ Đình, Hà Nội, Việt Nam | Singapore | 2–4       | 2–6     | Tiger Cup 2004 |